# Llista dels diputats dels Pirineus Orientals

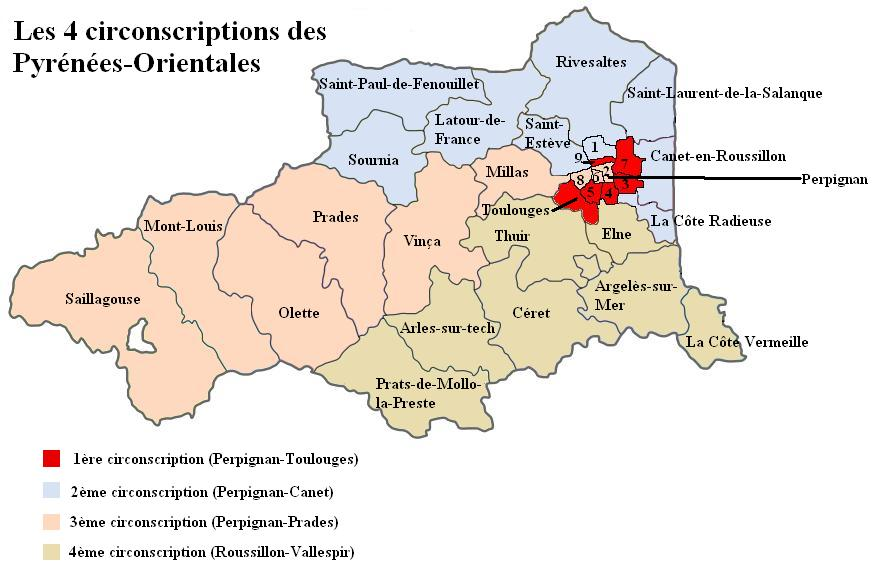
Les 4 circumscripcions dels Pirineus Orientals de 1988 a 2012 (el cantó de Sant Esteve és atribuït a la 3a circumscripció des de 2012).

Aquesta és la Llista dels diputats elegits pel departament dels Pirineus Orientals a les eleccions legislatives franceses des de 1848 fins ara.

## Cinquena República

### 1a legislatura (1958-1962)
| Circumscripció                                 | Identitat    | Partit           | Altres càrrecs                                  |
| ---------------------------------------------- | ------------ | ---------------- | ----------------------------------------------- |
| Primera circumscripció dels Pirineus Orientals | Paul Alduy   | SFIO després ADS | Maire d'Els Banys i Palaldà després de Perpinyà |
| Segona circumscripció dels Pirineus Orientals  | Arthur Conte | SFIO             | Maire de Salses                                 |

### IIa legislatura (1962-1967)
| Circumscripció                                 | Identitat    | Partit | Altres càrrecs    |
| ---------------------------------------------- | ------------ | ------ | ----------------- |
| Primera circumscripció dels Pirineus Orientals | Paul Alduy   | ADS    | Maire de Perpinyà |
| Segona circumscripció dels Pirineus Orientals  | André Tourné | PCF    |                   |

### IIIa legislatura (1967-1968)
| Circumscripció                                 | Identitat    | Partit | Altres càrrecs    |
| ---------------------------------------------- | ------------ | ------ | ----------------- |
| Primera circumscripció dels Pirineus Orientals | Paul Alduy   | ADS    | Maire de Perpinyà |
| Segona circumscripció dels Pirineus Orientals  | André Tourné | PCF    |                   |

### IVa legislatura (1968-1973)
| Circumscripció                                 | Identitat    | Partit | Altres càrrecs    |
| ---------------------------------------------- | ------------ | ------ | ----------------- |
| Primera circumscripció dels Pirineus Orientals | Paul Alduy   | FGDS   | Maire de Perpinyà |
| Segona circumscripció dels Pirineus Orientals  | Arthur Conte | UDR    |                   |

### Va legislatura (1973-1978)
| Circumscripció                                 | Identitat    | Partit | Altres càrrecs    |
| ---------------------------------------------- | ------------ | ------ | ----------------- |
| Primera circumscripció dels Pirineus Orientals | Paul Alduy   | PSRG   | Maire de Perpinyà |
| Segona circumscripció dels Pirineus Orientals  | André Tourné | PCF    |                   |

### VIa legislatura (1978-1981)
| Circumscripció                                 | Identitat    | Partit | Altres càrrecs    |
| ---------------------------------------------- | ------------ | ------ | ----------------- |
| Primera circumscripció dels Pirineus Orientals | Paul Alduy   | UDF    | Maire de Perpinyà |
| Segona circumscripció dels Pirineus Orientals  | André Tourné | PCF    |                   |

### VIIa legislatura (1981-1986)
| Circumscripció                                 | Identitat    | Partit | Altres càrrecs |
| ---------------------------------------------- | ------------ | ------ | -------------- |
| Primera circumscripció dels Pirineus Orientals | Renée Soum   | PS     |                |
| Segona circumscripció dels Pirineus Orientals  | André Tourné | PCF    |                |

### VIIIa legislatura (1986-1988)
| Circumscripció                                 | Identitat      | Partit | Suplent |
| ---------------------------------------------- | -------------- | ------ | ------- |
| Primera circumscripció dels Pirineus Orientals | Claude Barate  | RPR    |         |
| Segona circumscripció dels Pirineus Orientals  | Renée Soum     | PS     |         |
| Tercera circumscripció dels Pirineus Orientals | Jacques Farran | UDF    |         |
| Quarta circumscripció dels Pirineus Orientals  | Pierre Sergent | FN     |         |

### IXa legislatura (1988-1993)
| Circumscripció                                 | Identitat      | Partit | Suplent |
| ---------------------------------------------- | -------------- | ------ | ------- |
| Primera circumscripció dels Pirineus Orientals | Claude Barate  | RPR    |         |
| Segona circumscripció dels Pirineus Orientals  | Pierre Estève  | PS     |         |
| Tercera circumscripció dels Pirineus Orientals | Jacques Farran | UDF    |         |
| Quarta circumscripció dels Pirineus Orientals  | Henri Sicre    | PS     |         |

### Xa legislatura (1993-1997)
| Circumscripció                                 | Identitat       | Partit | Suplent |
| ---------------------------------------------- | --------------- | ------ | ------- |
| Primera circumscripció dels Pirineus Orientals | Claude Barate   | RPR    |         |
| Segona circumscripció dels Pirineus Orientals  | André Bascou    | RPR    |         |
| Tercera circumscripció dels Pirineus Orientals | François Calvet | UDF    |         |
| Quarta circumscripció dels Pirineus Orientals  | Henri Sicre     | PS     |         |

### XIa legislatura (1997-2002)
| Circumscripció                                 | Identitat          | Partit | Suplent |
| ---------------------------------------------- | ------------------ | ------ | ------- |
| Primera circumscripció dels Pirineus Orientals | Jean Vila          | PCF    |         |
| Segona circumscripció dels Pirineus Orientals  | Jean Codognès      | PS     |         |
| Tercera circumscripció dels Pirineus Orientals | Christian Bourquin | PS     |         |
| Quarta circumscripció dels Pirineus Orientals  | Henri Sicre        | PS     |         |

### XIIa legislatura (2002-2007)
| Circumscripció                                 | Identitat       | Partit | Suplent         |
| ---------------------------------------------- | --------------- | ------ | --------------- |
| Primera circumscripció dels Pirineus Orientals | Daniel Mach     | UMP    | Danièle Pagès   |
| Segona circumscripció dels Pirineus Orientals  | Arlette Franco  | UMP    | Gérard Bile     |
| Tercera circumscripció dels Pirineus Orientals | François Calvet | UMP    | Henri Carbonell |
| Quarta circumscripció dels Pirineus Orientals  | Henri Sicre     | PS     | Roland Noury    |

### XIIIa legislatura (2007-2012)
| Circumscripció                                 | Identitat                                                                                    | Partit | Altres càrrecs                                                 |
| ---------------------------------------------- | -------------------------------------------------------------------------------------------- | ------ | -------------------------------------------------------------- |
| Primera circumscripció dels Pirineus Orientals | Daniel Mach                                                                                  | UMP    | Maire de Pollestres                                            |
| Segona circumscripció dels Pirineus Orientals  | Arlette Franco, fins a la seva mort l'1 d'abril de 2010 després Fernand Siré, el seu suplent | UMP    | Maire de Canet de Rosselló Maire de Sant Llorenç de la Salanca |
| Tercera circumscripció dels Pirineus Orientals | François Calvet (elegit senador en 2011, el seu escó restà vacant)                           | UMP    | Maire del Soler                                                |
| Quarta circumscripció dels Pirineus Orientals  | Jacqueline Irles                                                                             | UMP    | Maire de Vilanova de la Raò                                    |

### XIVa legislatura (2012-2017)
| Circumscripció                                 | Identitat                                                                        | Partit | Altres càrrecs                                                                               |
| ---------------------------------------------- | -------------------------------------------------------------------------------- | ------ | -------------------------------------------------------------------------------------------- |
| Primera circumscripció dels Pirineus Orientals | Jacques Cresta                                                                   | PS     | Vicepresident del Consell Regional del Llenguadoc-Rosselló, conseller municipal de Cabestany |
| Segona circumscripció dels Pirineus Orientals  | Fernand Siré                                                                     | UMP    | Maire de Sant Llorenç de la Salanca                                                          |
| Segona circumscripció dels Pirineus Orientals  | Ségolène Neuville fins al 9 d'abril de 2014 després Robert Olive, el seu suplent | PS     | Vicepresident del Consell General dels Pirineus Orientals (cantó de Perpinyà-5)              |
| Quarta circumscripció dels Pirineus Orientals  | Pierre Aylagas                                                                   | PS     | Maire d'Argelers                                                                             |

### XVa legislatura (2017-2022)[1]
| Circumscripció                                 | Identitat          | Partit | Altres càrrecs                                                                                 |
| ---------------------------------------------- | ------------------ | ------ | ---------------------------------------------------------------------------------------------- |
| Primera circumscripció dels Pirineus Orientals | Romain Grau        | LRM    | Membre del Consell General dels Pirineus Orientals, regidor de Perpinyà                        |
| Segona circumscripció dels Pirineus Orientals  | Louis Aliot        | FN     | Regidor i posteriorment batlle de Perpinyà. El 2 d'agost de 2020 el substituí Catherine Pujol. |
| Segona circumscripció dels Pirineus Orientals  | Laurence Gayte     | LRM    |                                                                                                |
| Quarta circumscripció dels Pirineus Orientals  | Sébastien Cazenove | LRM    |                                                                                                |

### XVIa legislatura (2022-2027)[2]
| Circumscripció                                 | Identitat           | Partit | Altres càrrecs            |
| ---------------------------------------------- | ------------------- | ------ | ------------------------- |
| Primera circumscripció dels Pirineus Orientals | Sophie Blanc        | RN     |                           |
| Segona circumscripció dels Pirineus Orientals  | Anaïs Sabatini      | RN     | Tinent batlle de Perpinyà |
| Segona circumscripció dels Pirineus Orientals  | Sandrine Dogor-Such | RN     |                           |
| Quarta circumscripció dels Pirineus Orientals  | Michèle Martinez    | RN     |                           |

## Cambra de Diputats(Monarquia de Juliol)

### Ia Legislatura(1830-1831)
- Laurent Garcias
- Jacques-François-Hippolyte Durand

### IIa Legislatura(1831-1834)
- Ferdinand Escanyé
- François Arago
- Laurent Garcias

### IIIa Legislatura(1834-1837)
- Joseph de Lacroix
- François Arago
- Laurent Garcias

### IVa Legislatura(1837-1839)
- Théodore Parès
- François Arago
- Laurent Garcias

### Ve Legislatura(1839-1842)
- Théodore Parès
- François Arago
- Laurent Garcias

### VIa Legislatura(1842-1846)
- Théodore Parès
- François Arago
- Laurent Garcias

### VIIa Legislatura(17/08/1846-24/02/1848)
- Théodore Parès
- François Arago
- Laurent Garcias

## II República
Eleccions per sufragi universal masculí a partir de 1848

### Assemblea Nacional Constituent (1848-1849)
- Pierre Lefranc (polític 1815-1877)
- Emmanuel Arago
- Étienne Arago
- Théodore Guiter
- Hippolyte Picas

### Assemblea Nacional Legislativa (1849-1851)
- Pierre Lefranc (polític 1815-1877)
- Emmanuel Arago
- Théodore Guiter
- François Arago

## Segon Imperi

### 1a legislatura(1852-1857)
- Justin Durand

### IIa legislatura(1857-1863)
- Justin Durand

### IIIa legislatura(1863-1869)
- Isaac Pereire

### IVa legislatura(1869-1870)
- Adrien Calmètes
- Justin Durand

## IIIa República

### Assemblea Nacional(1871-1876)
- Lazare Escarguel
- Pierre Lefranc (polític 1815-1877)
- Emmanuel Arago
- Théodore Guiter

### 1a legislatura(1876-1877)
- Frédéric Escanyé
- Lazare Escarguel
- Paul Massot

### 2a legislatura(1877-1881)
- Joseph de Gelcen invalidat en 1877, substituït per Frédéric Escanyé
- Paul Massot elegit senador en 1878, substituït per Jean Forné
- Lazare Escarguel
- Paul Massot

### IIIa legislatura(1881-1885)
- Émile Brousse
- Frédéric Escanyé
- Jean Forné
- Lazare Escarguel elegit senador en 1902

### IVa legislatura(1885-1889)
- Émile Brousse
- Édouard Vilar
- Charles Floquet

### Va legislatura(1889-1893)
- Émile Brousse
- Édouard Vilar elegit senador en 1891, substituït per Frédéric Escanyé
- Edmond Bartissol
- Édouard Rolland

### VIa legislatura(1893-1898)
- Émile Brousse dimití en 1895, substituït per Jean Bourrat
- Jules Pams
- Frédéric Escanyé
- Édouard Rolland

### VIIa legislatura(1898-1902)
- Jean Bourrat
- Jules Pams
- Frédéric Escanyé
- Édouard Rolland

### VIIIa legislatura(1902-1906)
- Jean Bourrat
- Jules Pams elegit senador en 1905, substituït per Paul Pujade
- Edmond Bartissol
- Frédéric Escanyé

### IXa legislatura(1906-1910)
- Jean Bourrat mort en 1909, substituït per Victor Dalbiez
- Emmanuel Brousse
- Paul Pujade
- Edmond Bartissol

### Xa legislatura(1910-1914)
- Victor Dalbiez
- Frédéric Manaut
- Emmanuel Brousse
- Paul Pujade

### XIa legislatura(1914-1919)
- Pierre Rameil
- Victor Dalbiez
- Emmanuel Brousse
- Léon Nérel

### XIIa legislatura(1919-1924)
- René Manaut
- Pierre Rameil
- Emmanuel Brousse
- Étienne Batlle

### XIIIa legislatura(1924-1928)
- Jean Payra
- Pierre Rameil
- Victor Dalbiez elegit senador en 1927

### XIVa legislatura(1928-1932)
- Pierre Rameil elegit senador en 1930, substituït per Joseph Parayre
- René Manaut
- Jean Payra

### XVa legislatura(1932-1936)
- Joseph Parayre
- Jean Payra
- Joseph Rous

### XVIa legislatura(1936-1940)
- Joseph Parayre elegit senador en 1938, substituït per Louis Noguères
- Joseph Rous
- François Delcos

## IV República(1945-1958)

### Ia legislatura(1946-1951)
- François Delcos
- Louis Noguères
- André Tourné

### IIa legislatura(1951-1955)
- François Delcos
- Arthur Conte
- André Tourné

### IIIa legislatura(1956-1958)
- Paul Alduy
- Arthur Conte
- André Tourné